# Гора (Шалинський міський округ)
Гора́ (рос. Гора) — присілок у складі Шалинського міського округу Свердловської області.
Населення — 908 осіб (2010, 1090 2002).
Національний склад станом на 2002 рік: росіяни — 99 %.
Стара назва — Шамари.